# Гнесен (тауншип, Миннесота)
Гнесен (англ. Gnesen) — тауншип в округе Сент-Луис, Миннесота, США. На 2000 год его население составило 1468 человек.

## География
По данным Бюро переписи населения США площадь тауншипа составляет 185,5 км², из которых 159,3 км² занимает суша, а 26,2 км² — вода (14,10 %).

## Демография
По данным переписи населения 2000 года здесь находились 1468 человек, 582 домохозяйства и 439 семей.  Плотность населения —  9,2 чел./км².  На территории тауншипа расположено 689 построек со средней плотностью 4,3 построек на один квадратный километр. Расовый состав населения: 98,09 % белых, 0,27 % афроамериканцев, 0,82 % коренных американцев, 0,27 % азиатов, 0,07 % c Тихоокеанских островов, 0,20 % — других рас США и 0,27 % приходится на две или более других рас. Испанцы или латиноамериканцы любой расы составляли 0,48 % от популяции тауншипа.
Из 582 домохозяйств в 30,4 % воспитывались дети до 18 лет, в 67,9 % проживали супружеские пары, в 3,8 % проживали незамужние женщины и в 24,4 % домохозяйств проживали несемейные люди. 19,4 % домохозяйств состояли из одного человека, при том 5,2 % из — одиноких пожилых людей старше 65 лет. Средний размер домохозяйства — 2,52, а семьи — 2,90 человека.
24,2 % населения — младше 18 лет, 5,7 % — в возрасте от 18 до 24 лет, 28,4 % — от 25 до 44, 31,4 % — от 45 до 64, и 10,3 % — старше 65 лет. Средний возраст — 41 год. На каждые 100 женщин приходилось 108,5 мужчин.  На каждые 100 женщин старше 18 приходилось 110,4 мужчин.
Средний годовой доход домохозяйства составлял 57 292 доллара, а средний годовой доход семьи —  62 569 долларов. Средний доход мужчин —  41 333  доллара, в то время как у женщин — 26 579. Доход на душу населения составил 26 202 доллара. За чертой бедности находились 3,0 % семей и 4,5 % всего населения тауншипа, из которых 4,6 % младше 18 и 1,4 % старше 65 лет.